# Luis Fernando Pérez (futbolista)
Luis Fernando Pérez  (Barranquilla, Colombia; 24 de noviembre de 1982) es un futbolista colombiano. Juega de mediocampista y su equipo actual es el Valledupar F. C. de la Categoría Primera B colombiana. 

## Clubes
| Club                 | País     | Año             |
| -------------------- | -------- | --------------- |
| Once Caldas          | Colombia | 1999 - 2002     |
| Pumas de Casanare    | Colombia | 2002 - 2006     |
| Bajo Cauca FC        | Colombia | 2007            |
| Bogotá Fútbol Club   | Colombia | 2008            |
| Cortuluá             | Colombia | 2009 - 2010     |
| Santa Fe             | Colombia | 2011 - 2013     |
| Valledupar F. C.     | Colombia | 2013 - 2014     |
| Millonarios FC Yopal | Colombia | 2016 - Presente |

## Palmarés

### Torneo Nacionales
| Título                | Club     | País     | Año  |
| --------------------- | -------- | -------- | ---- |
| Primera B             | Cortuluá | Colombia | 2009 |
| Torneo Apertura       | Santa Fe | Colombia | 2012 |
| Superliga de Colombia | Santa Fe | Colombia | 2013 |